# Isham
Isham is een civil parish in het bestuurlijke gebied Wellingborough, in het Engelse graafschap Northamptonshire met 771 inwoners.